# 해군반잠항공지휘부
해군반잠항공지휘부(중국어 정체자: 中華民國海軍反潛航空指揮部, 영어: Naval Antisubmarine Aviation Command)은 중화민국 해군의 해군 항공 병과 지휘부로, 영해에 침입한 중국 인민해방군 해군의 잠수함을 추적 및 요격하는 임무를 수행한다.

## 역사
1977년 9월 1일, 타이완성 가오슝시 쭤잉구 쭤잉 해군기지에서 해군함대 직승기대로 창설되었다.
1991년 7월 1일, 해군 직승기대대로 개편되고, 시코르스키 S-70/C를 도입하였다.
1992년 3월 15일, 화롄 해군기지로 이사하였다.
1995년 9월 1일, 해군 기지지휘부가 해체되었다.
1996년 4월 25일, 가오슝 쭤잉으로 옮겨가 반잠작전 및 준칙개발지휘부로 개편되었다.
1999년 7월 1일, 중화민국 공군 第四三九運兵反潛混合聯隊, 제437연합 병력수송 및 반잠연대 산하 반잠기대대(反潛機大隊)를 이관받아 飛行第一大隊, 비행 제1대대를 재편성하고, 부대는 해군항공지휘부로 개편되었다.
2007년 1월 1일, 타오위안 해군기지로 이사하고 근무 제1,2중대, 시설중대, 차량중대를 편성한 근무대대가 해군항공지휘부 산하에 창설되었다.
2012년 12월 27일, 화롄 해군기지로 이사하였다.
2013년 7월 1일, 해군의 대잠수함전 고정익기를 중화민국 공군 제6혼합연대가 주둔하는 핑둥 기지로 이전하고, 해군상교가 지휘하는 해군반잠항공대대로 축소하였다.
2025년 3월 1일, 해군소장이 지휘하는 해군반잠항공지휘부로 개편되었다.

## 조직 구조

### 지도부
- 지휘관 1명 해군 소장
- 작전대 隊長, 대장 해군 상교
- 센터장 주임 상교

### 부대
- 제701작전대
- 제702작전대
- 제703작전대
- 수호보급대
- 해상임무지원센터
  - 기지근무대 대장 중교

## 기록

### 계보
- 1977년 9월 1일, 海軍艦隊直昇機隊, 해군함대 직승기대
- 1996년 4월 25일, 反潛作戰暨準則發展指揮部, 반잠작전 및 준칙개발지휘부
- 1999년 7월 1일, 海軍航空指揮部, 해군항공지휘부
- 2013년 7월 1일, 海軍反潛航空大隊, 해군반잠항공대대
- 2025년 3월 1일, 海軍反潛航空指揮部, 해군반잠항공지휘부

### 소속
1. 해군함대지휘부; 1977년 9월 1일 ~ 현재

### 기종
- 헬리콥터
  - 시코르스키 S-70/C
  - 500MD/ASW
- 고정익기
  - 그루먼 S-2 트랙커
  - 록히드 P-3C 오라이온

## 같이 보기
- 중국 인민해방군 해군 항공병

## 인용
1. ↑  “定翼反潛機 海軍移交空軍” (중국어 (대만)). 中央社. 2013년 6월 30일에 원본 문서에서 보존된 문서. 2012년 7월 1일에 확인함.
2. ↑  “海軍反潛航空大隊升格為指揮部 少將編階丶規劃採購新型反潛直升機”. 自由時報. 2025년 3월 14일.

- “Naval Aviation Command”. 《globalsecurity.org》. 2025년 6월 14일에 확인함.